# Pentzia argentea
Pentzia argentea là một loài thực vật có hoa trong họ Cúc. Loài này được Hutch. mô tả khoa học đầu tiên.